# Euselachii
Euselachii (z gr. Eu – prawdziwe, dobre lub oryginalne; selachos – rekin lub ryba chrzęstna) – takson w obrębie ryb chrzęstnoszkieletowych (Chondrichthyes), obejmujący współcześnie występujące rekiny (w potocznym znaczeniu), płaszczki oraz spokrewnione z nimi taksony kopalne. W zapisie kopalnym znane są z warstw środkowego dewonu. 
Takson Euselachii łączy dwie główne grupy ryb chrzęstnoszkieletowych o prymitywnej budowie ciała. Rekinokształtne charakteryzują się ułożeniem szczelin skrzelowych na bokach ciała, dwiema płetwami grzbietowymi uzbrojonymi w kolce, oraz obecnością płetwy odbytowej. Przednia krawędź płetwy piersiowej nie łączy się z bokiem głowy. Drugą grupę stanowią płaszczki, u których szczeliny skrzelowe położone są w dolnej części ciała, a przednia krawędź rozszerzonej płetwy piersiowej połączona jest z bokiem głowy, tworząc u większości gatunków kształt dysku.

## Klasyfikacja
- wymarłe Ctenacanthiformes
- wymarłe Hybodontiformes – hydobonty[2]
- Neoselachii – nowożarłacze[2]
  - Selachii – bokoszpare[3] (współczesne rekiny)
  - Batoidea (płaszczki s.l.)